# Małe Gowino
Małe Gowino (kaszb. Môłé Gòwino) – zniesiona nazwa wsi w Polsce położonej w województwie pomorskim, w powiecie wejherowskim, w gminie Wejherowo na zachodnich obrzeżach Trójmiejskiego Parku Krajobrazowego.
1 stycznia 2013 miejscowość została zniesiona i wraz z Wielkim Gowinem utworzyła wieś Gowino.
W latach 1975–1998 miejscowość administracyjnie należała do województwa gdańskiego.

## Z kart historii
Do 1918 Gowino znajdowało się pod administracją zaboru pruskiego, obowiązującą nazwą niemieckiej administracji dla Gowina była nazwa Gowin. Od końca I wojny światowej wieś znajdowała się ponownie w granicach Polski (ówczesny powiat morski II Rzeczypospolitej). Podczas okupacji niemieckiej nazwa Gowin w 1942 została przez nazistowskich propagandystów niemieckich (w ramach szerokiej akcji odkaszubiania i odpolszczania nazw niemieckiego lebensraumu) zweryfikowana jako zbyt kaszubska i przemianowana na nowo wymyśloną i bardziej niemiecką – Warndorf.